# إميل هانسن (رسام)
إميل هانسن (بالألمانية: Emil Nolde) (و. 1867 – 1956 م) هو رسام، من ألمانيا، كان عضوًا في الحزب النازي، توفي عن عمر يناهز 89 عاماً.

## التعليم
تعلم في أكاديمية جوليان.

## جوائز
حصل على جوائز منها:
- وسام الاستحقاق
- وسام الاستحقاق للفنون والعلوم.

## روابط خارجية
- إميل هانسن على موقع الموسوعة البريطانية (الإنجليزية)
- إميل هانسن على موقع مونزينجر (الألمانية)
- إميل هانسن على موقع ميوزك برينز (الإنجليزية)
- إميل هانسن على موقع ديسكوغز (الإنجليزية)